# Serie B 2012/2013
Soutěžní ročník Serie B 2012/13 byl 81. ročník druhé nejvyšší italské fotbalové ligy. Soutěž začala 24. srpna 2012 a skončila 18. května 2013. Účastnilo se jí 22 týmů z toho se 15 kvalifikovalo z minulého ročníku, 3 ze Serie A a 4 ze třetí ligy. Nováčci ze třetí ligy jsou: Ternana Calcio, Spezia Calcio, SS Virtus Lanciano 1924, FC Pro Vercelli 1892. Klub Vicenza Calcio nahradilo klub US Lecce které bylo vyloučeno do třetí ligy.
První 2 kluby v tabulce postupovali přímo do Serie A. Play off hrály kluby o jedno postupové místo do Serie A vyřazovacím způsobem (klub ze 3. místa hrál s klubem ze 6. místa a klub ze 4. místa hrál s klubem který obsadil 5. místo). Sestupovali poslední 4 kluby v tabulce přímo do Lega Pro Prima Divisione 2013/14. Play out se nehrálo, protože podle pravidel byl rozdíl mezi 18. a 19. místem 6 bodů. Play out se hraje když je rozdíl 5 bodů.

## Tabulka
| Poř. | Tým                     | Z  | V  | R  | P  | VG | OG | B  |
| ---- | ----------------------- | -- | -- | -- | -- | -- | -- | -- |
| 1.   | US Sassuolo Calcio      | 42 | 25 | 10 | 7  | 78 | 40 | 85 |
| 2.   | Hellas Verona FC        | 42 | 23 | 13 | 6  | 67 | 32 | 82 |
| 3.   | AS Livorno Calcio       | 42 | 23 | 11 | 8  | 77 | 47 | 80 |
| 4.   | Empoli FC               | 42 | 20 | 13 | 9  | 69 | 51 | 73 |
| 5.   | Novara Calcio 1         | 42 | 19 | 10 | 13 | 73 | 46 | 64 |
| 6.   | Brescia Calcio          | 42 | 15 | 17 | 10 | 58 | 50 | 62 |
| 7.   | AS Varese 1910 2        | 42 | 16 | 13 | 13 | 55 | 53 | 60 |
| 8.   | Modena FC 3             | 42 | 15 | 12 | 15 | 52 | 51 | 55 |
| 9.   | Ternana Calcio          | 42 | 12 | 17 | 13 | 37 | 38 | 53 |
| 10.  | AS Bari 4               | 42 | 16 | 12 | 14 | 55 | 47 | 53 |
| 11.  | Calcio Padova           | 42 | 12 | 17 | 13 | 47 | 51 | 53 |
| 12.  | FC Crotone 3            | 42 | 14 | 13 | 15 | 45 | 56 | 53 |
| 13.  | Spezia Calcio           | 42 | 12 | 15 | 15 | 52 | 58 | 51 |
| 14.  | AC Cesena               | 42 | 12 | 14 | 16 | 46 | 59 | 50 |
| 15.  | AS Cittadella           | 42 | 12 | 14 | 16 | 48 | 61 | 50 |
| 16.  | SS Juve Stabia          | 42 | 12 | 14 | 16 | 54 | 65 | 50 |
| 17.  | Reggina Calcio 3        | 42 | 12 | 15 | 15 | 42 | 51 | 49 |
| 18.  | SS Virtus Lanciano 1924 | 42 | 9  | 21 | 12 | 50 | 60 | 48 |
| 19.  | Vicenza Calcio          | 42 | 10 | 12 | 20 | 41 | 58 | 42 |
| 20.  | Ascoli Calcio 1898 2    | 42 | 11 | 9  | 22 | 48 | 67 | 41 |
| 21.  | FC Pro Vercelli 1892    | 42 | 8  | 9  | 25 | 37 | 67 | 33 |
| 22.  | US Grosseto FC 5        | 42 | 7  | 13 | 22 | 44 | 67 | 28 |

Poznámky
- Z = Odehrané zápasy; V = Vítězství; R = Remízy; P = Prohry; VG = Vstřelené góly; OG = Obdržené góly; B = Body
- 1  Novara Calcio přišla během sezóny o 3 body.
- 2  AS Varese 1910, Ascoli Calcio 1898 přišli během sezóny o 1 bod.
- 3  Modena FC, FC Crotone, Reggina Calcio přišli během sezóny o 2 body.
- 3  AS Bari přišlo během sezony o 7 bodů
- 3  US Grosseto FC přišlo během sezony o 6 bodů

|  | Přímý postup do Serie A 2013/14            |
|  | Play off                                   |
|  | Sestup do Lega Pro Prima Divisione 2013/14 |

## Play off
Boj o postupující místo do Serie A.

### Semifinále
Novara Calcio - Empoli FC 1:1 a 1:4
Brescia Calcio - AS Livorno Calcio 1:1 a 1:1

### Finále
Empoli FC - AS Livorno Calcio 1:1 a 0:1
Poslední místo pro postup do Serie A 2013/14 vyhrál tým AS Livorno Calcio